# Пангало Костянтин Іванович
Костянтин Іванович Пангало (рос. Константин Иванович Пангало) (2 жовтня (20 вересня) 1883, Харків — 5 березня 1965, Тирасполь, Молдавська РСР) — радянський та російський ботанік, грек за походженням, вчений у галузі генетичних ресурсів баштанних культур, друг і соратник Миколи Вавилова, доктор біологічних наук.

## Життєпис

### Роки навчання та становлення
Костянтин Пангало (Пангалос) був старшою дитиною у сім'ї комерсанта І. К. Пангалоса, грека за національністю, і М. В. Ремізової — троюрідної сестри письменника Олексія Ремізова. Освіту одержав у Москві, спочатку в Александрівському комерційному училищі, потім у Московському сільськогосподарському інституті, який закінчив у 1908 році.
Короткий час працював у Донському політехнічному інституті, а з 1910 року стає практикантом селекційної станції Московського сільськогосподарського інституту. У 1911 році Костянтин Пангало поїхав вивчати досвід селекційної та насінницької справи до Німеччини, Швеції, Данії, Австрії. Після повернення у 1912 році він очолив контрольно–насінницьку станцію Московського товариства сільського господарства. Костянтин Пангало проводить дослідження, розробляє методики, публікує низку статей з насінництва, які лягли в основу його першої книги «Введение в сортоводство» (1920).

### Наукова діяльність
У 1920 році Костянтин Пангало переїжджає до Ташкента, де його обирають професором кафедри селекції сільськогосподарського факультету Туркестанського університету і одночасно він завідує Ташкентською станцією городніх рослин. У цей період Костянтин Пангало знайомиться з Миколою Вавиловим.
Микола Іванович Вавилов запросив його до Ленінграда, де Костянтин Пангало очолив секцію баштанних культур, якою керував понад 20 років.
К. І. Пангало разом із співробітниками Середньоазійської дослідної станції ВІРу (Всеросійського інституту рослинництва) досліджували колекції баштанних культур — гарбуза, кавуна, дині, огірка, лагенарії, люфи та ін. За короткий період колекцію було вивчено, систематизовано і оцінено з точки зору забезпечення вихідним матеріалом селекції і сільськогосподарського виробництва. Результати узагальнено у спеціальному томі видання «Праці з прикладної ботаніки, генетики та селекції» (1930. Т. 23, вип. 3).
За заслуги у розробці наукових основ баштанництва Костянтину Пангалу у 1936 році присвоєно вчений ступінь доктора біологічних і сільськогосподарських наук без захисту. На той час ним було опубліковано більше 50 праць.
Микола Вавилов високо цінував Костянтина Пангало як вченого і організатора, характеризував його як кращого у СРСР спеціаліста з баштанних культур (1934).
К. І. Пангало брав найактивнішу участь у підготовці фундаментального видання «Теоретичні основи селекції рослин», яке створювалось під безпосереднім керівництвом Миколи Вавилова. У розділі «Селекція баштанних культур» уперше подано теоретичні основи селекції баштанних культур. Відображено результати комплексного вивчення найбагатшої колекції цих культур у напрямках географії, систематики, мінливості, біології цвітіння, генетики статі, представлено основні напрямки селекції гарбузових культур, які не втратили свого значення понині. Таблиці порівняльної морфології CucurbitaceaeJuss. відображають мінливість 170 ознак у 19 видів і є ілюстрацією закону гомологічних рядів у спадковій мінливості. Запропонована Костянтином Пангалом схема мінливості ознак була внесена до обох видань «Керівництва з апробації баштанних культур» (1959, 1984). На початок 1940 року світова колекція баштанних культур налічувала близько 10 000 зразків.

### Вимушене заслання
Після арешту Миколи Вавилова почався тиск на Костянтина Пангала як друга і одного з найвірніших соратників. У 1946 році він був примушений на запрошення Ради Міністрів Молдавської РСР перейти до Овочево–картопляної зрошувальної дослідницької станції (м. Тирасполь; нині Придністровський науково–дослідний інститут сільського господарства) на посаду завідувача відділу баштанних культур. Тут він до кінця життя очолював усю роботу з баштанних культур у Молдавській РСР, приділяючи основну увагу селекції та насінництву.

## Внесок в ботаніку
Костянтин Пангало займався проблемою еволюції баштанних культур. Він виділив новий вид гарбуза Cucurbitamixta Pang.; описав новий монотипний рід Praecitrullusfistulosus (Stocks) Pang., який раніше розглядався як різновид CitrullusvulgarisSchrad., що є ендеміком Індії. Встановив закономірності формування статі у гарбузових рослин, розробив систематику дині.
Важливе значення має стаття «Пол и цветение у возделываемых Cucurbitaceae» (1943). Усі дослідження, що проводились пізніше, з генетики статі, сортового насінництва, гетерозисної селекції баштанних культур базувались на цій роботі, яка нині є класичною. Першим з ботаніків Костянтин Пангало систематизував середньоазійські дині з унікальними у кожній оазі сортами.
Найбільше цікавила Костянтина Івановича диня. Перша його робота «Диня Туркестана» вийшла у 1925 році. У 1928 році опубліковано перше видання, а у 1958 друге видання монографії «Дині», у якій визначені основи класифікації культури. У 1937 році вийшла у світ монографія «Баштанництво СРСР». Всього ним опубліковано понад 80 праць. К. І. Пангало спільно з колегами створив та поліпшив понад 50 сортів, з яких 25 було районовано. Такі сорти як: кавун Хаіт-Кара, гарбуз Кашгарський, низка сортів дині — були у виробництві до кінця ХХ ст.

## Книги та нагороди
Костянтин Пангало був усебічно обдарованою людиною: писав вірші, добре грав на скрипці, був талановитим режисером і актором, виступав у любительських спектаклях. Його книги «Главы моей жизни», «Н. И. Вавилов как человек и ученый», «К. А. Тимирязев» належать до найкращих зразків біографічної літератури. За заслуги в розвитку баштанництва Костянтина Пангала нагороджено орденами «Знак пошани» та Трудового Червоного Прапора (1949), грамотою Верховної Ради Узбекистану (1944). У 1954 році йому присвоєно почесне звання «Заслужений діяч науки Молдавської РСР».
Помер Костянтин Пангало у Тирасполі 5 травня 1965 року.